# Districtul Kaeng Sanam Nang
Kaeng Sanam Nang (în thailandeză แก้งสนามนาง) este un district (Amphoe) din provincia Nakhon Ratchasima, Thailanda, cu o populație de 37.884 de locuitori și o suprafață de 107,3 km².

## Componență
Districtul este subdivizat în 5 subdistricte (tambon). 
| 1. | Kaeng Sanam Nang | แก้งสนามนาง |  |
| 2. | Non Samran       | โนนสำราญ   |  |
| 3. | Bueng Phalai     | บึงพะไล     |  |
| 4. | Si Suk           | สีสุก        |  |
| 5. | Bueng Samrong    | บึงสำโรง    |  |